# Strada locale
Strada locale o strada di tipo F è un tipo di strada secondo le normative italiane. È una classificazione tecnica.

## Caratteristiche

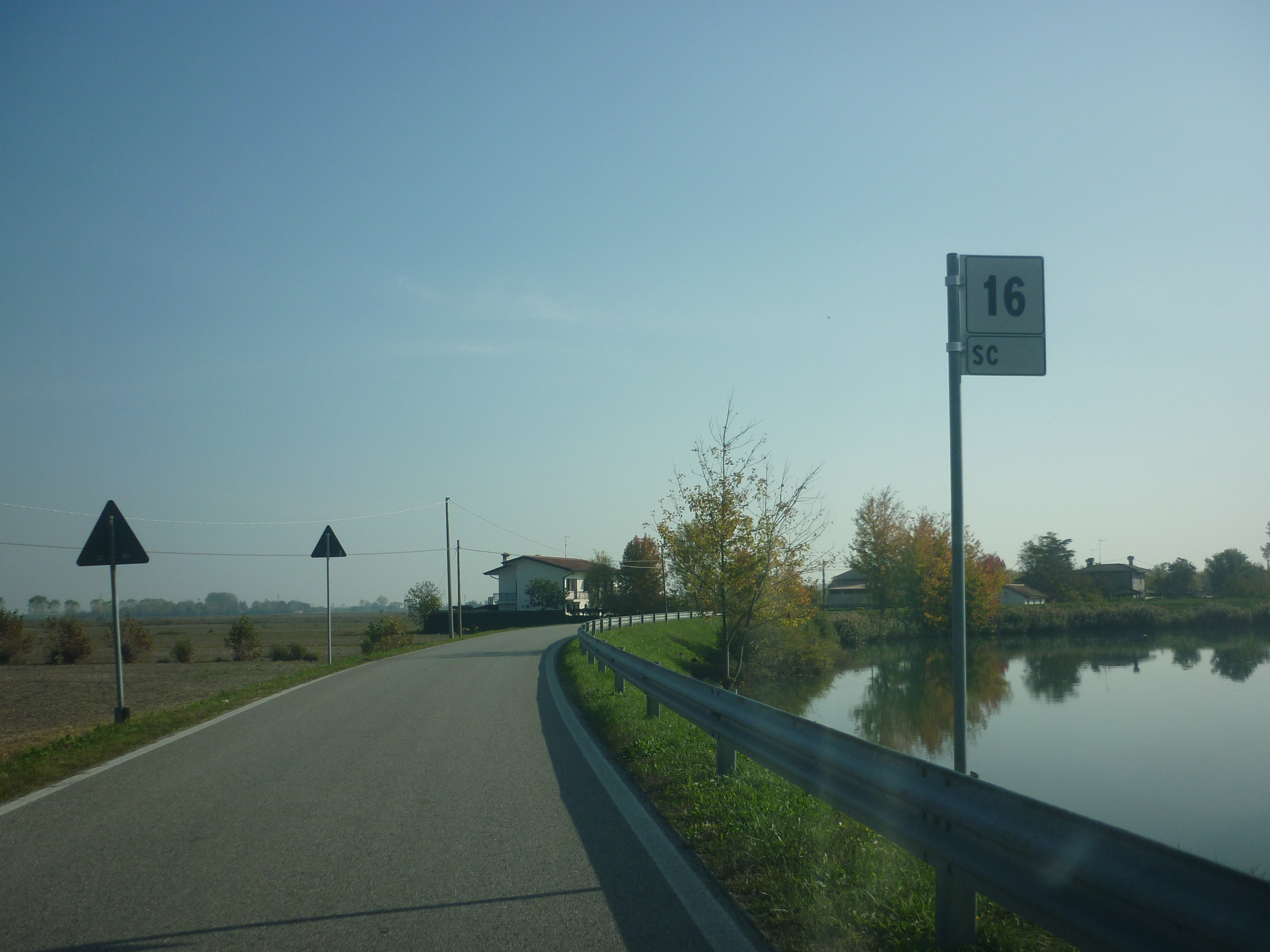
Una strada locale extraurbana italiana

Itinerario ciclopedonale: strada locale, urbana, extraurbana o vicinale, destinata prevalentemente alla percorrenza pedonale e ciclabile e caratterizzata da una sicurezza intrinseca a tutela dell'utenza vulnerabile della strada.»
(Decreto legislativo 30 aprile 1992, n. 285, articolo 2, in materia di "Nuovo codice della strada")
Sono quindi strade locali (cat. F) le strade urbane di quartiere (cat. E) o strade extraurbane secondarie (cat. C) per le quali mancano uno o più requisiti per poterle classificare come tali. Ad esempio, nel caso di strade extraurbane secondarie l'assenza delle banchine laterali o nel caso di strade urbane di quartiere l'assenza dei marciapiedi.

## Limiti di velocità
Nei centri abitati la velocità massima consentita è pari a 50 km/h, altrimenti la velocità massima consentita è pari a 90 km/h (per le strade secondarie) e a 110 km/h (per le strade principali), salvo diversa indicazione.

## Segnaletica
Le strade locali non sono contrassegnate da specifici segnali stradali del Codice della Strada italiano.

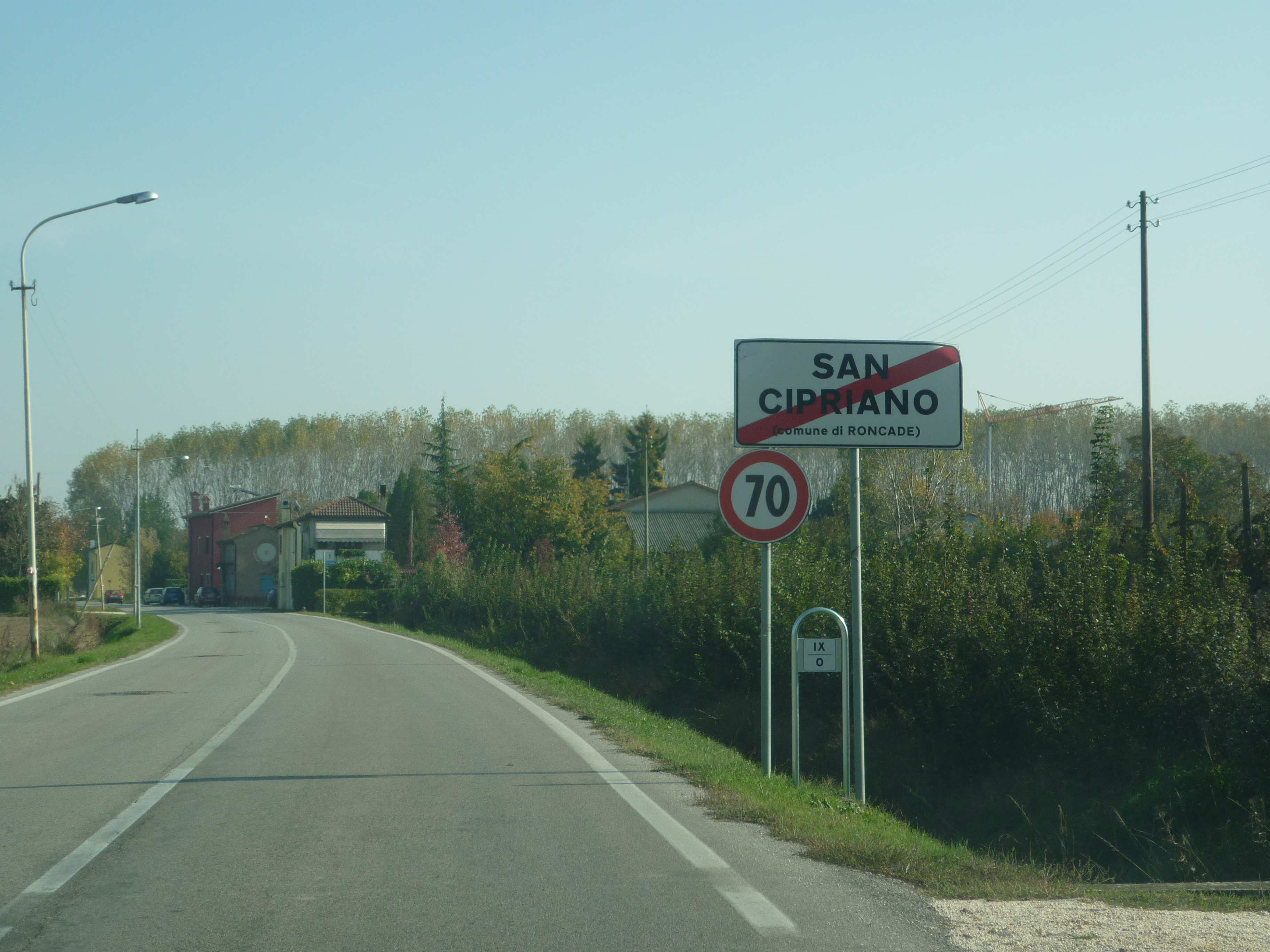
Inizio di una strada locale extraurbana

In ogni caso se è una strada locale extraurbana è possibile riconoscere l'inizio e la fine delle strade locali extraurbane dai segnali di inizio e fine centro o nucleo abitato (quei segnali rettangolari bianchi con le scritte nere recanti la scritta del comune, frazione o località; se sbarrato da una linea rossa indica la fine dell'abitato e di conseguenza l'inizio della strada locale extraurbana, se non sbarrato indica la fine della strada locale extraurbana).
Tuttavia non sempre una strada delimitata dai segnali di inizio e fine centro abitato è una strada locale extraurbana. Infatti può anche essere classificata come strada extraurbana secondaria (cat. C), cioè una strada extraurbana per la quale sono soddisfatti tutti i requisiti (ad esempio la presenza delle banchine laterali) per poterla classificare come strada extraurbana secondaria (cat. C).
Allo stesso modo se è una strada locale urbana è possibile riconoscere l'inizio e la fine delle strade locali urbane dai segnali di inizio e fine centro o nucleo abitato (quei segnali rettangolari bianchi con le scritte nere recanti la scritta del comune, frazione o località; se sbarrato da una linea rossa indica la fine dell'abitato e di conseguenza la fine della strada locale urbana, se non sbarrato indica l'inizio della strada locale urbana).
Tuttavia non sempre una strada delimitata dai segnali di inizio e fine centro abitato è una strada locale urbana. Infatti può anche essere classificata come strada urbana di quartiere (categoria E), cioè una strada urbana per la quale sono soddisfatti tutti i requisiti (ad esempio la presenza dei marciapiedi) per poterla classificare come strada urbana di quartiere (cat. E).

## Classificazione amministrativa
Le strade locali extraurbane hanno, generalmente, la classificazione amministrativa di strada provinciale. Tuttavia possono essere classificate anche come strade comunali, regionali o statali.
Le strade locali urbane hanno la classificazione amministrativa di strada comunale. Tuttavia se il centro abitato attraversato ha meno di 10.000 abitanti la strada è una strada provinciale o meno spesso regionale o statale.